# Aerospace Valley
Aerospace Valley je francouzské seskupení leteckých inženýrských společností a výzkumných center. Klastr se nachází v regionech Okcitánie a Akvitánie v jihozápadní Francii a je soustředěn hlavně ve městech Bordeaux a Toulouse a jejich okolí.
Více než 500 členských společností (včetně Airbus, Air France Industries a Dassault Aviation) je odpovědných za přibližně 120 000 pracovních míst v leteckém a kosmickém průmyslu. Kromě toho asi 8 500 výzkumných pracovníků pracuje v přidružených společnostech a institucích a na třech hlavních fakultách leteckého inženýrství: ENAC, IPSA a SUPAERO.
Deklarovaným cílem klastru je vytvořit 40 000 až 45 000 nových pracovních míst do roku 2026. Od svého založení v roce 2005 klastr zahájil přibližně 220 výzkumných projektů s celkovým rozpočtem 460 milionů eur, včetně 204 milionů eur vládního financování.